# 克拉斯纳亚河 (別拉亞河)
克拉斯纳亚河（俄语：Красная Река）是滨海边疆区斯帕斯克区的河流，长36公里，流域面积82.4平方公里，在距河口14公里处注入別拉亞河，宽10米，最宽处25米，深0.4至2米，河道蜿蜒。河水被引灌溉农田。